# Dúo Coirón
Dúo Coirón fue una banda chilena fundada en 1968 en la ciudad de Santiago, disuelta en 1973 luego del Golpe de Estado y vuelta a conformar en 2000 hasta 2002. Su líder fue el cantautor, folclorista y antropólogo Valericio Leppe, y entre sus integrantes figuraron reconocidos músicos tales como Fernando Carrasco y Pedro Yáñez. Pertenecientes a la llamada Nueva Canción Chilena, llegaron a publicar cuatro álbumes oficiales.

## Inicios y exilio
Valericio Leppe, inmediatamente luego de retirarse de la agrupación Quelentaro en 1968, decide iniciar un proyecto propio. Para ello invita al joven Pedro Yáñez, a quien conoció en una peña folclórica en Santiago, y quien fuera el primer director musical y fundador de Inti-Illimani en 1967, a participar en lo que llamarían el Dúo Coirón. Más adelante se integrarían otros integrantes estables a la banda, tales como Fernando Carrasco, integrante de Barroco Andino, Huamarí y actualmente Quilapayún.
Durante esta etapa alcanzaron a grabar tres álbumes de estudio, dejando uno inconcluso llamado Leyendas de la cocina, que quedó paralizado producto del Golpe de Estado en Chile de 1973, que daría comienzo a la dictadura militar y con ello el período de exilio de Leppe en Europa.

## Regreso a Chile
Leppe regresa a Chile en 1996, estableciéndose en Talca, ciudad cercana a su pueblo natal Pencahue. Entonces se contactó con Fernando Carrasco para reactivar la agrupación, logrando publicar de manera independiente el álbum Más allá de las palabras (2002), regrabación del inédito Leyendas de la cocina que no alcanzó en su momento a dar a luz. El mismo año del lanzamiento del álbum el dúo se disuelve. Dos años más tarde, el 20 de abril de 2004, fallece Leppe en la ciudad de Talca.

## Integrantes
- Valericio Leppe: voz y guitarra (1968 - 1973 / 2000 - 2002)
- Pedro Yáñez: voz y guitarra (1968 - 1971)
- Eladio López: voz y guitarra (1971 - 1972)
- Fernando Carrasco: voz y guitarra (1972 - 1973 / 2000 - 2002)

## Discografía
- 1970 - El obligao
- 1971 - Tamarugo y yerba buena
- 1971 - Chúcaro y manso
- 2002 - Más allá de las palabras